# Burton Park Wanderers F.C.
Burton Park Wanderers F.C. là câu lạc bộ bóng đá Anh tọa lạc ở Burton Latimer, Northamptonshire. Họ gia nhập United Counties League năm 1968. Mùa giải 1974–75, đội bóng vào đến vòng 2 của FA Vase. Hiện tại họ đang là thành viên của United Counties League Division One.

## Lịch sử
CLB được thành lập năm 1961 với tên gọi Kettering Park Wanderers F.C. Họ gia nhập United Counties League Division Two năm 1968, sau đó được đổi tên thành Division One. CLB đổi thành tên như hiện tại vào năm 1973 và đạt đến vòng 2 của FA Vase ở mùa giải 1974–75. Năm 1978, CLB bị xuống hạng Division Two, nhưng lại trở lại Division One năm 1980 khi Division Two bị giải thể. Burton kết thúc ở vị trí á quân mùa giải 1988–89, và giành quyền thăng hạng lên Premier Division. Họ trụ lại được trong 2 mùa giải trước khi bị xuống chơi lại ở Division One. Và họ vẫn tiếp tục thi đấu ở phân khu đó cho đến bây giờ.

## Các danh hiệu
- United Counties League Division One[1]
  - Á quân: 1988–89

## Các kỉ lục
- FA Vase[1]
  - Vòng 2: 1974–75